# Foro de Ciudadanos
Foro Asturias (deutsch: Forum Asturien), kurz FORO, ist eine gemäßigt rechtskonservative politische Partei in Asturien.

## Entstehung
Francisco Alvárez-Cascos Fernández war von 1989 bis 1999 Generalsekretär der konservativen PP und von 1996 bis 2004 Minister im Kabinett des Ministerpräsidenten José María Aznar. Nachdem die PP im Jahre 2004 die spanischen Wahlen und die Regierungsverantwortung in Madrid verloren hatte, trat Alvárez-Cascos häufig mit öffentlicher Kritik an dem Kurs der Parteiführung hervor.
Nachdem die Parteiführung es abgelehnt hatte, ihn als Spitzenkandidaten für die Wahlen zum Regionalparlament von Asturien am 22. Mai 2011 aufzustellen, erklärte Alvárez-Cascos am 1. Januar 2011 seinen Austritt aus der PP. Weitere Gefolgsleute in Asturien taten es ihm gleich und gründeten das Foro de Ciudadanos, das mit FAC die Initialen Alvárez-Cascos als Abkürzung führt.
Beim Foro de Ciudadanos handelte sich nach ihren Statuten um eine spanienweit tätige Partei. Bedeutung erlangte aber nur der asturianische Regionalverband mit der Bezeichnung Foro Asturias. Auf ihrem vierten Parteitag im Juni 2021 beschloss die Partei die Beschränkung ihrer Tätigkeit auf die Region Asturien und die Umbenennung in Foro Asturias. Parteigründer Alvárez-Cascos, dessen Mitgliedschaft von der Parteiführung schon suspendiert worden war, trat aus der Partei aus.

## Wahlerfolg in Asturien 2011
Foro Asturias trat am 22. Mai 2011 in Asturien zu den Wahlen zum Regionalparlament und in 70 der insgesamt 78 Gemeinden der Region auch zu den gleichzeitig stattfindenden Kommunalwahlen an.
Bei den Wahlen zum Regionalparlament erzielte Foro Asturias auf Anhieb knapp 30 % der Stimmen. Es stellte dort mit 16 Abgeordneten die stärkste Fraktion (PSOE 15, PP 10, IU 4). Nachdem keine Koalition zustande gekommen war, bildete das Foro Asturias eine Minderheitsregierung unter Alvárez-Casco.
Bei den Kommunalwahlen entfielen 20 % der Stimmen auf Foro Asturias, dem damit der Einzug in 59 Gemeindeparlamente gelang. In den beiden größten Städten Gijón (neun von insgesamt 27 Stadtratsmitgliedern) und Oviedo (sieben von 27) stellt es jeweils die zweitstärkste Fraktion in den Stadträten, in Gijón außerdem die Bürgermeisterin.

## Parlamentswahl in Spanien
Für die spanischen Parlamentswahlen vom 20. November 2011 reichte die FAC Kandidatenlisten nur in den Wahlkreisen (Provinzen) Asturien und Madrid ein. In Asturien erhielt sie 14,7 % der Stimmen, in Madrid lediglich 0,2 %. Bezogen auf ganz Spanien macht dies einen Stimmenanteil von 0,4 % aus. Da die Zuteilung der Sitze nach dem spanischen Wahlrecht jedoch ausschließlich auf Wahlkreisebene erfolgt, reichte das Ergebnis in Asturien, um mit einem Abgeordneten in das Abgeordnetenhaus einzuziehen. Bei den folgenden Wahlen 2015, 2016, sowie im April und November 2019 trat das Foro jeweils in einer Listenverbindung mit dem Partido Popular an und erhielt dabei (von der Wahl  im April 2019 abgesehen) jeweils einen der acht in Asturien zur Wahl stehenden Sitze.

## Regionalwahlen 2012 bis 2019
Nachdem die FAC-Minderheitsregierung für den Entwurf des Haushaltes 2012 im Regionalparlament von Asturien keine Mehrheit gefunden hatte, löste Ministerpräsident Alvárez-Casco dieses am 30. Januar 2012 auf und beraumte Neuwahlen für den 25. März 2012 an. Bei diesen erhielt das Foro Asturias 25 % der Stimmen (13 Sitze) und wurde hinter der PSOE (32 %, 16 Sitze), aber wiederum vor der PP (22 %, 10 Sitze) zweitstärkste Kraft im Regionalparlament, verlor aber die Regierungsverantwortung.
Bei den folgenden Regionalwahlen 2015 und 2019 ging der Stimmenanteil ds Foro stark zurück zunächst auf 44.283 Stimmen (8,24 %) und dann auf 34.388 (6,54 %), was 3 bzw. 2 Sitze in der Junta General ergab. Ein Abgeordneter wurde 2020 aus der Partei ausgeschlossen, so dass die Partei derzeit (August 2021) noch einen Abgeordneten im Regionalparlament hat.